# Сахарско каменарче
Сахарско каменарче (Oenanthe leucopyga) е вид птица от семейство Muscicapidae.

## Разпространение и местообитание
Разпространен е в Алжир, Джибути, Египет, Еритрея, Етиопия, Западна Сахара, Йемен, Израел, Йордания, Кувейт, Либия, Мавритания, Мали, Мароко, Нигер, Палестина, Саудитска Арабия, Судан, Тунис и Чад.